# 2890 Vilyujsk
2890 Vilyujsk eller 1978 SY7 är en asteroid i huvudbältet som upptäcktes den 26 september 1978 av den sovjetisk-ryska astronomen Ljudmila Zjuravljova vid Krims astrofysiska observatorium på Krim. Den har fått sitt namn efter den ryska staden Viljujsk.
Asteroiden har en diameter på ungefär 7 kilometer och den tillhör asteroidgruppen Flora.